# Koninklijke Bahreinse luchtmacht
De Koninklijke Bahreinse luchtmacht (afgekort: RBAF) is de luchtmacht van het kleine eilandkoninkrijk Bahrein in de Perzische Golf.

## Geschiedenis
De luchtafdeling van de Bahreinse defensiemacht werd in 1977 opgericht. Ze begon te vliegen met helikopters. Een jaar later kocht het land haar eerste transportvliegtuigen. Midden jaren '80 volgden de eerste gevechtsvliegtuigen, F-5 Freedom Fighters.
In 1987 werden de verschillende onderdelen van het leger – de landmacht, marine en luchtmacht – onafhankelijk van elkaar. De luchtvleugel van het leger werd vanaf dan de Bahreinse Amiri-luchtmacht (BAAF).
In 1990 kreeg de Koninklijke Bahreinse luchtmacht haar eerste F-16 Fighting Falcons geleverd. Tijdens de Golfoorlog van 1991 vlogen ze samen met de F-5's voor het eerst in oorlogstijd.
In 2000 begon de levering van een tweede serie F-16's, deze keer uitgerust met moderne AIM-120 AMRAAM-raketten. In dat jaar werd ook een contract getekend met British Aerospace (BAe) voor de oprichting van een vliegacademie in het land voor de BAe Hawk. De eerste Hawk-trainingstoestellen werden in oktober 2006 geleverd.
Toen Bahrein na de verkiezingen van 14 februari 2002 een koninkrijk werd, werd de naam van de luchtmacht gewijzigd in Koninklijke Bahreinse luchtmacht.

## Luchtmachtbases
- Muharraq
- Luchtmachtbasis Riffa
- Luchtmachtbasis Sheik Isa

## Inventaris
| Toestel               | Versie(s)          | # (or.)     | Jaren       | Rol                     | Herkomst            |
| Vliegtuigen           | Vliegtuigen        | Vliegtuigen | Vliegtuigen | Vliegtuigen             | Vliegtuigen         |
| --------------------- | ------------------ | ----------- | ----------- | ----------------------- | ------------------- |
| Avro RJ85             |                    | 1           | 2001+       | transport               | Verenigd Koninkrijk |
| BAe Hawk              | Mk. 129            | 6           | 2006+       | training                | Verenigd Koninkrijk |
| Grumman Gulfstream II |                    | 2           | 1977+       | transport               | Verenigde Staten    |
| Lockheed Martin F-16  | F-16C F-16D        | 16 (18) 4   | 1990+       | onderschepping training | Verenigde Staten    |
| Northrop F-5          | F-5E F-5F          | 8 4         | 1985+       | onderschepping training | Verenigde Staten    |
| Slingsby T-67         |                    | 3           | 2003+       | training                | Verenigd Koninkrijk |
| Helikopters           |                    |             |             |                         |                     |
| Agusta-Bell AB212     |                    | 12          | 1980+       | transport               | Italië              |
| Bell AH-1             | AH-1E AH-1P TAH-1P | 10 6        | 1994+       | grondaanval             | Verenigde Staten    |
| MBB Bo 105            | Bo 105C            | 2           | 1976+       | transport               | Duitsland           |
| Sikorsky UH-60        | UH-60L UH-60A      | 1           | 1995+ 1996+ | passagiers              | Verenigde Staten    |